# ザ・ラスト・トゥ・ノウ
「ザ・ラスト・トゥ・ノウ」（英: The Last to Know=最後のひとり）は、セリーヌ・ディオンのアルバム『ユニゾン』に収録されている楽曲。カナダでは4枚目（1991年3月16日）、アメリカでは3枚目（1991年6月24日）のシングルとして発売され、その他世界各国では1991年9月2日にシングル発売された。

## 概要
作詞・作曲はブロックウォルシュとフィル・ゴルドストンで、プレ・レコーディングはシーナ・イーストン（1987年）。
イギリスではエニイ・アザー・ウェイが販促用シングルのみのリリースとなったため、今作が2枚目の市販シングルとなった。
カナダと日本で発売されたシングルに限りB面に「ユニゾン」が収録されている。
ミュージックビデオはドミニク・ オーランドの監督により、カリフォルニア州ハリウッドで1991年に撮影された。このミュージックビデオはビデオ作品『ユニゾン』に収録されている。
シングルはカナダにおいてシングルチャートで17位、コンテンポラリーヒットラジオチャートで17位を記録。アメリカのホット・アダルト・コンテンポラリー・トラックでは漸進的な成功をおさめ、最高22位に達した。

## 収録曲
オーストラリア／カナダ／ヨーロッパ版CDシングル
1. 「ザ・ラスト・トゥ・ノウ」（エディト） – 4:19
2. 「ユニゾン」 – 4:13

日本／アメリカ版CDシングル
1. 「ザ・ラスト・トゥ・ノウ」 – 4:35
2. 「ユニゾン」（シングル・ミックス・ウィズ・ラップ） – 4:04

ヨーロッパ版CDマキシシングル
1. 「ザ・ラスト・トゥ・ノウ」（エディト） – 4:19
2. 「ユニゾン」– 4:13
3. 「イフ・ウィ・グッド・スタート・オーヴァー」 – 4:22

## 公式編曲版
1. 「ザ・ラスト・トゥ・ノウ」（エディト） – 4:19
2. 「ザ・ラスト・トゥ・ノウ」（アルバムバージョン） – 4:35

## チャート
| チャート（1991年）                                         | 最高位 |
| ---------------------------------------------------------- | ------ |
| カナダ・レコード小売シングルチャート                       | 17     |
| カナダ・レコードコンテンポラリーヒットラジオチャート       | 13     |
| カナダ・RPMトップシングル                                  | 16     |
| カナダ・RPMアダルトコンテンポラリー                        | 7      |
| アメリカ・ビルボードホットアダルトコンテンポラリートラック | 22     |